# 勇士戳花介
勇士戳花介（学名：Stigmatoeythere bona）为粗面介科戳花介屬下的一个种。